# Tatort: Bienzle und der Tag der Rache
Bienzle und der Tag der Rache ist eine Folge der Krimireihe Tatort. Die Erstausstrahlung des vom Südwestrundfunk unter der Regie von Konrad Sabrautzky produzierten Beitrags fand am 10. März 2002 im Ersten Deutschen Fernsehen statt. Es handelt sich um die 494. Episode der Filmreihe sowie die fünfzehnte mit dem Stuttgarter Kommissar Ernst Bienzle.

## Handlung
Kommissar Bienzle ist glücklich. Seine Hannelore hat sich entschlossen, mit ihm die neue Wohnung zu beziehen. Kaum sind alle ihre Sachen verstaut, klingelt es und Bienzles Patentante Gerlinde steht vor der Tür. Sie hat aufgrund von Sanierungsarbeiten in ihrer Wohnung die Flucht ergriffen und bittet ihn um „Asyl“. So ganz nebenbei erwähnt sie, dass sie eben unten in der Werkstatt einen Mann liegen gesehen hatte, der ziemlich tot aussah. Bienzle denkt zunächst, seine alte Tante habe die Realität mit dem gestrigen Fernsehprogramm verwechselt, aber als er nachsieht, liegt dort tatsächlich die Leiche von Mike Kuron, einem Mitbewohner des Mietshauses.
Nach der Sichtung der Spuren ist Kuron augenscheinlich im Streit erschlagen worden. Bienzle weiß, dass das Mordopfer Motorradrennen fuhr und dieses kostspielige Hobby häufig ein Thema der Ehestreitigkeiten seiner Nachbarn war. Der Schwiegervater Kurt Wetzel, der ebenfalls mit im Haus wohnt, hatte kürzlich seinem Schwiegersohn sogar Geld angeboten, wenn er seine Tochter verließe, damit sie endlich zu Ruhe käme.
Bienzle ist sicher, dass es sich um eine Beziehungstat innerhalb der Familie handelt. Neben Susanne Kuron war auch ihr Schwager Christian im Haus und im Prinzip geben sich alle gegenseitig ein Alibi. Gächter recherchiert und findet sofort den Hinweis, dass Christian Kuron gerade erst aus der Haft entlassen wurde und gewalttätig ist. Für einen Mord an seinem eigenen Bruder hält Bienzle ihn jedoch nicht für fähig. Nachdem er ihn noch einmal befragt und andeutet, dass er hochgradig tatverdächtig ist, verrät er dem Kommissar, wo seine Schwägerin die Tatwaffe versteckt hat. Die Sicherung der Fingerabdrücke führt tatsächlich zu Susanne Kuron, die den Engländer in der Hand gehabt haben muss. Als Bienzle sie festnehmen will, gesteht ihr Vater, dass er seinen Schwiegersohn erschlagen hat. Der schwer krebskranke Mann hat aufgrund seiner Krankheit kein Problem, für seine Tat einzustehen, wenn er damit seiner Tochter helfen kann. So übernimmt Kurt Wetzel auch die Verantwortung der manipulierten Bremsleitung, aufgrund derer Christian Kuron mit dem Motorrad inzwischen tödlich verunglückt ist. Er war der Meinung, dass weder der eine noch der andere der Brüder etwas taugte und befürchtete, dass sich Christian Kuron bei seiner Tochter „einnisten“ würde.

## Hintergrund
Die Dreharbeiten zu Bienzle und der Tag der Rache erfolgten vom 18. Juni bis zum 20. Juli 2001 in Stuttgart, Baden-Baden, Karlsruhe und dem Hockenheimring.

## Rezeption

### Einschaltquoten
Bei der Erstausstrahlung am 10. März 2002 haben 6,80 Millionen Zuschauer die Sendung verfolgt, was einen Marktanteil von 19,1 Prozent entsprach.

### Kritik
Die Kritiker der Fernsehzeitschrift TV Spielfilm vergeben nur eine mittlere Wertung (Daumen gerade) und meinen: „Leider nur ein behäbiges Kammerspiel.“